# Olexandr Darahan
Olexandr Serhiyovych Darahan –en ucraniano, Олександр Сергійович Дараган– (Vasylkivtsi, 19 de enero de 1978) es un deportista ucraniano que compitió en lucha grecorromana. Ganó una medalla de bronce en el Campeonato Mundial de Lucha de 2001 y una medalla de bronce en el Campeonato Europeo de Lucha de 2001.
Participó en dos Juegos Olímpicos de Verano, ocupando el sexto lugar en Atenas 2004 y el 14.º lugar en Pekín 2008.

## Palmarés internacional
| Campeonato Mundial | Campeonato Mundial | Campeonato Mundial | Campeonato Mundial |
| Año                | Lugar              | Medalla            | Categoría          |
| ------------------ | ------------------ | ------------------ | ------------------ |
| 2001               | Patras (Grecia)    | Medalla de bronce  | 85 kg              |
| Campeonato Europeo |                    |                    |                    |
| Año                | Lugar              | Medalla            | Categoría          |
| 2001               | Estambul (Turquía) | Medalla de bronce  | 85 kg              |